# El Ronquillo
El Ronquillo is een gemeente in de Spaanse provincie Sevilla in de regio Andalusië met een oppervlakte van 77 km². In 2007 telde El Ronquillo 1395 inwoners.